# Береговое (Львовская область)
Берегово́е (укр. Берегове, до 1960 года - Тулиголовы) — село в Мостисской городской общине Яворовского района Львовской области Украины.
Население по переписи 2001 года составляло 703 человека. Занимает площадь 1,846 км². Почтовый индекс — 81334. Телефонный код — 3234.